# Lans (Tyrol)
Pour les articles homonymes, voir Lans.
Lans est une commune du district d'Innsbruck-Land, au Tyrol (Autriche), située au sud-est d'Innsbruck.

## Personnalités liées à Lans
- Erik von Kuehnelt-Leddihn
- Christian Berger vient de Lans
- Hellmut Lantschner

## Jumelage
Boutigny-sur-Essonne (France) depuis 1962